# Roy Tarpley
Pour les articles homonymes, voir Tarpley.
Roy James Tarpley, né le 28 novembre 1964 à New York et mort le 9 janvier 2015 est un joueur américain de basket-ball.

## Biographie
Issu de l'université du Michigan où il joue pour les Wolverines du Michigan, il est choisi en 7e position par les Mavericks de Dallas lors de la draft 1986. Sa première saison est récompensée par une nomination dans le premier cinq des rookies. Il continue ses progrès et termine l'année suivante comme meilleur 6e homme, marquant 13,5 points et captant 11,8 rebonds par match.
Ses statistiques sont également en hausse lors des deux années suivantes, mais il manque de nombreux matchs en raison de blessures. Après cinq matches lors de sa cinquième saison, il est exclu de la NBA pour usage interdit de cocaïne.
Il rejoint alors l'Europe. C'est, à cette époque, l'un des meilleurs joueurs évoluant en Europe : les Américains sont alors des deuxième choix n'ayant pas réussi à obtenir une place en NBA, ou d'anciennes gloires. Au sommet de sa forme, il évolue dans le club grec de l'Aris Salonique avec lequel il obtient un titre européen avec la Coupe Saporta en 1993.
Il revient en NBA pour la saison 1994-1995, mais il est privé de cette nouvelle chance. Il est de nouveau exclu de la ligue, cette fois à vie, pour une nouvelle violation de la règle NBA interdisant l'usage de drogues.

## Club
- 1982-1986 :  Wolverines du Michigan (NCAA)
- 1986-1991 :  Mavericks de Dallas (NBA)
- 1991-1992 :  Falls Texans de Wichita (CBA)
- 1992 :  Tropics de Miami (USBL)
- 1992-1993 :  Aris Salonique (ESAKE)
- 1993-1994 :  Olympiakos (ESAKE)
- 1994-1995 :  Mavericks de Dallas (NBA)
- 1995-1996 :  Iraklis Salonique (ESAKE)
- 1998 :  Aris Salonique (ESAKE)
- 1998-1999 :  Apollon Limassol
- 1999 :  Ikaros Esperos (ESAKE)
- 1999-2000 :  Ural Great Perm (Superligue)
- 2000-2001 :  Olympians de Pékin (CBA)
- 2003-2004 :  Skyforce de Sioux Falls (CBA)
- 2005 :  Legend de Dodge City
- 2005-2006 :  Mayhem du Michigan (CBA)

## Palmarès

### Club
- Vainqueur de la Coupe Saporta en 1993.

### Distinctions personnelles
- Choisi en 7e position par les Mavericks de Dallas lors de la draft 1986
- Élu meilleur 6e homme en 1988[2]
- Élu dans le premier cinq des rookies de NBA en 1987
- Élu dans le deuxième cinq All-American – USBWA en 1985
- Élu dans le troisième cinq All-American – AP en 1985 et 1986
- Élu dans le troisième cinq All-American – UPI en 1985
- Élu dans le troisième cinq All-American – NABC en 1986
- Joueur de l'année de la conférence Big Ten en 1985